# Glenea paulina
Glenea paulina là một loài bọ cánh cứng trong họ Cerambycidae.